# Don Van Massenhoven
Don Van Massenhoven alternativt Don VanMassenhoven, född 17 juli 1960, är en kanadensisk före detta ishockeydomare som var verksam i den nordamerikanska ishockeyligan National Hockey League (NHL) mellan 1991 och 2014. Under sin domarkarriär i NHL dömde han 1 277 grundspelsmatcher och 87 slutspelsmatcher (Stanley Cup). Van Massenhoven var även verksam internationellt och var en av ishockeydomarna i World Cup 2004 och Olympiska vinterspelen 2006.
Han arbetade som polis innan han blev NHL-domare och under säsongen 2004–2005, som ställdes in på grund av konflikt mellan NHL och spelarfacket NHLPA, arbetade han som bilförsäljare i hemstaden Strathroy.